# Nowy Żmigród

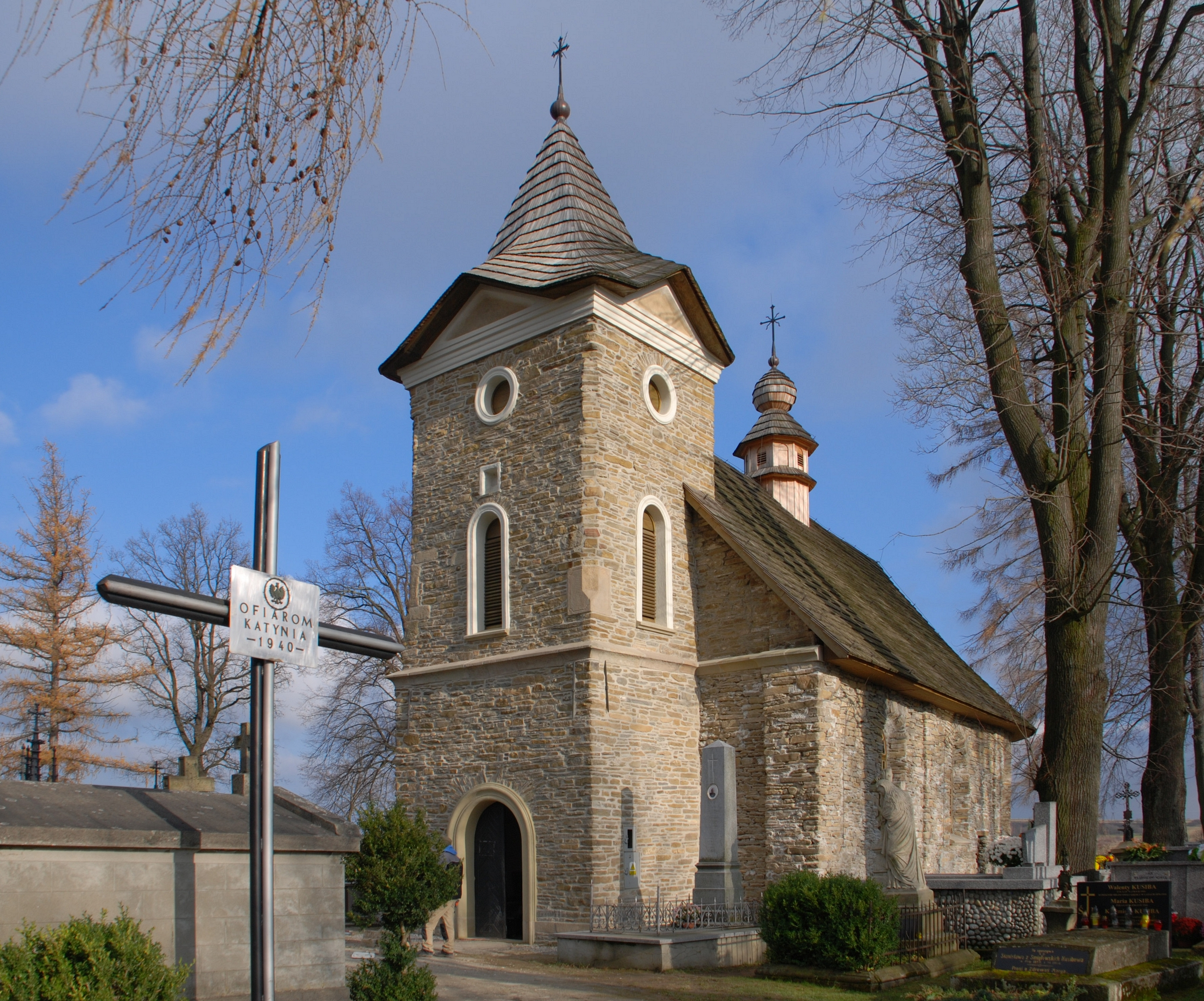
Kaplica cmentarna

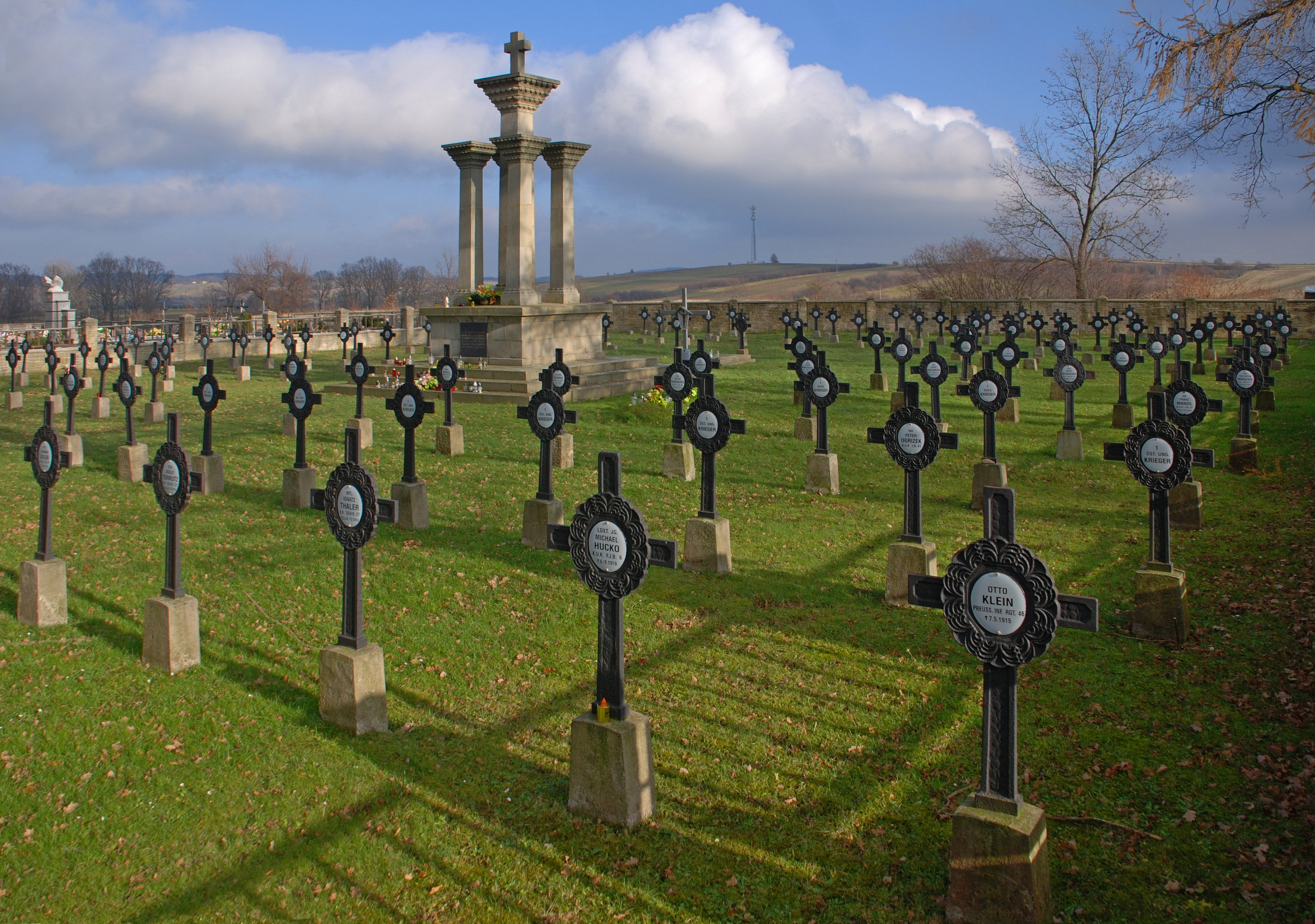
Zabytkowy cmentarz wojenny nr 8

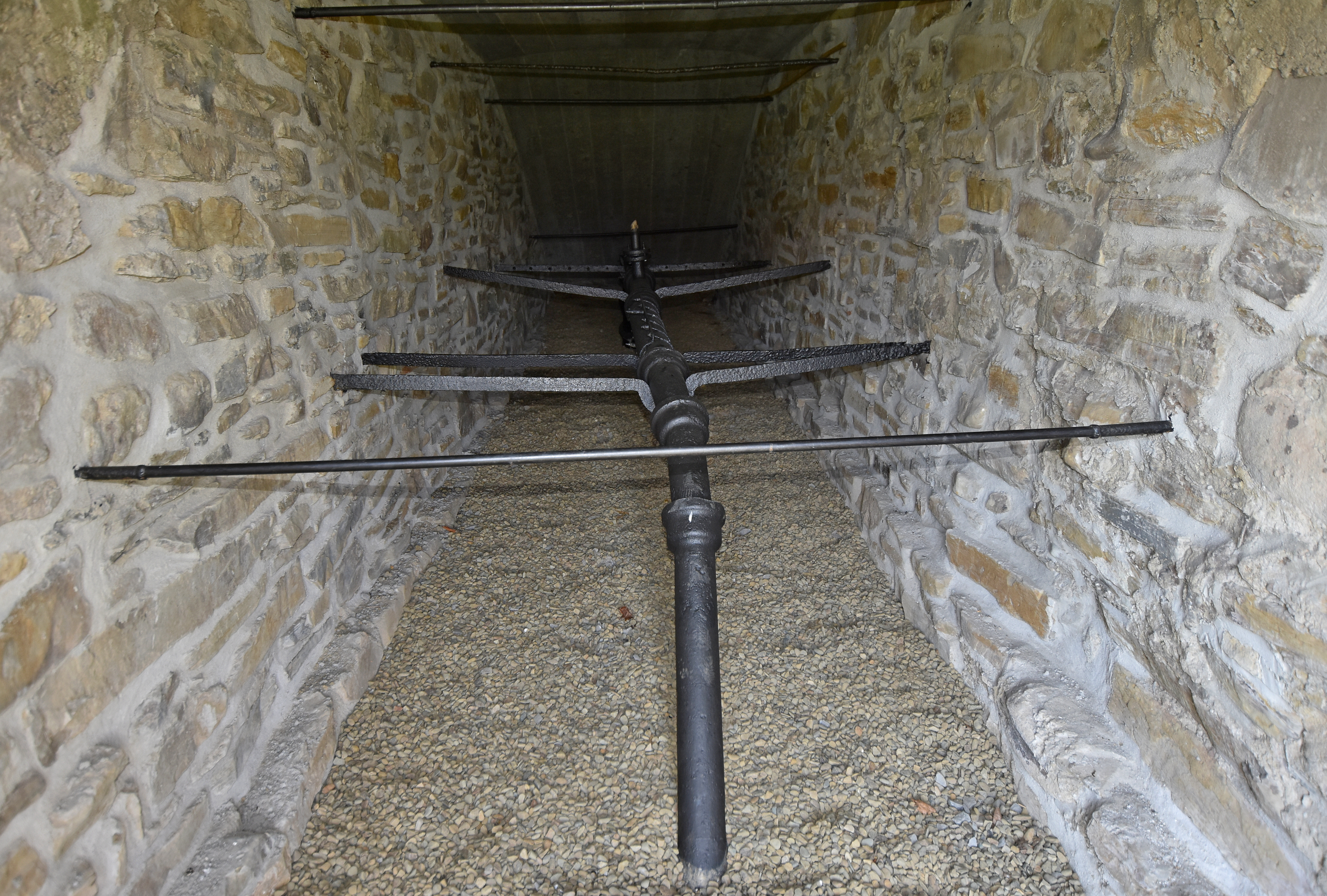
Zabytkowy akwedukt

Nowy Żmigród (do 14 lutego 1968 Żmigród Nowy) – wieś (dawniej miasto) w Polsce położona w województwie podkarpackim, w powiecie jasielskim, w gminie Nowy Żmigród. Liczy ok. 1,4 tysiąca mieszkańców.
Nowy Żmigród uzyskał lokację miejską po 1331 roku, zdegradowany w 1934 roku. W latach 1975–1998 miejscowość administracyjnie należała do województwa krośnieńskiego. Miejscowość jest siedzibą gminy Nowy Żmigród oraz parafii św. Apostołów Piotra i Pawła oraz dekanatu Nowy Żmigród.

## Położenie
Miejscowość ta położona jest w województwie podkarpackim, przy ujściu potoku Głojsce do Wisłoki, na równinnym wzniesieniu o wysokości 313 m n.p.m. Zasłonięty od południa i północy zalesionymi wzgórzami. Stąd wychodzą drogi w sześciu kierunkach: na płn. zach. do Osieka, na zachód do Gorlic, na wschód do Dukli, na południe do Krempnej i na Słowację, na wschód do Sanoka i w Bieszczady i na północ do Jasła.

## Części wsi
| SIMC    | Nazwa   | Rodzaj    |
| ------- | ------- | --------- |
| 0357274 | Podgóry | część wsi |

## Historia

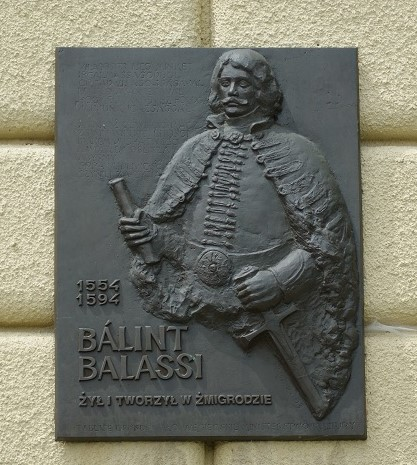
Tablica na budynku Liceum Ogólnokształcącego w Nowym Żmigrodzie, upamiętniająca węgierskiego poetę epoki odrodzenia – Bálinta Balassiego.

Ziemie te zamieszkiwało plemię – czy raczej związek plemion – Lędzian, tworzących protopaństwo, które w IX wieku dostało się pod nieokreśloną bliżej zależność Wielkich Moraw. Po upływie wieku przeszło pod panowanie Czech, a potem Wiślan. Jeszcze w IX wieku tereny Nowego Żmigrodu były nadgraniczną dzielnicą ponadplemiennego państwa Wiślan. O Lędzianach świadczą nazwy miejscowości np. Łężyny, dawniej Lędziny, lub też nazwiska tu często spotykane.
Prace wykopaliskowe świadczą, że była tu osada w X wieku.
Nowy Żmigród w okresie średniowiecza posiadał ratusz. Przy granicy diecezji krakowskiej mieszkała tu głównie ludność polska, która broniła się przed wpływami Rusinów. Przed uformowaniem się wczesnofeudalnego państwa polskiego, tereny Żmigrodu, należały do Wiślan i znajdowały się w pobliżu pogranicza osadnictwa dwu różnych grup słowiańskich: zachodniej i wschodniej. Rzeka Wisłoka była granicą między Polską piastowską, a Rusią halicką. Obszary na wschód od rzeki Wisłoki zostały zagarnięte przez Włodzimierza Wielkiego w roku 981. Od 1031 do 1340 roku tereny Nowego Żmigrodu graniczyły z Rusią Kijowską.
Z terenów nadwiślańskich – z doliny Dunajca, Białej, Wisłoki, zaczęli przybywać pierwsi osadnicy. Początkowo ziemie Beskidu Niskiego, porośnięte dziewiczymi lasami, były w całości własnością polskiego króla, a od XI wieku rozpoczęły się nadania na rzecz klasztorów, biskupstw i świeckich feudałów.
Od XIII wieku tereny Nowego Żmigrodu zaczęli zasiedlać Wołosi – pasterskie ludy bałkańskie, zakładając wsie na prawie wołoskim, dostosowanym do pasterskiego trybu życia. Wieś Nowy Żmigród jako osadę odnotowano w 1277 roku, a jej zalążkiem był istniejący tu wcześniej gród.
W 1305 r. w sfałszowanym dokumencie pojawia się Albert ze Żmigrodu jako wojewoda krakowski, a był wojewodą sandomierskim. Istnieje wzmianka o mieście z 1305 roku, kiedy stanowiło własność rodu Bogoriów, np. Wojciecha Bogorii ze Żmigrodu (1274–1316), szlachcica z rycerskiego rodu, syna Piotra z Bogorii i Skotnik – wojewody sandomierskiego (1306–1316), a potem dziedzicem był Mikołaj Stadnicki ze Żmigrodu h. Drużyna (ok. 1446–1490) kasztelan przemyski, wojewoda bełski.
Wzmianki, m.in. Andrzeja de Vercilis – kanonika wrocławskiego, który po soborze w latach 1311–1312 zbierał na tych ziemiach fundusze na wyprawę krzyżową, oraz dokumenty papieża Jana XXII (1321 r.) i Jana Długosza (1326 r.) piszącego już o kościele w Nowym Żmigrodzie świadczą, że miejscowość ta istniała jeszcze przed lokacją na prawie magdeburskim. W 1326 r. Nowy Żmigród jako miasto zapisane zostało w spisie kościołów (Theiner Monument I, 228). Wymieniono tu parafię in antiqua Smigrod, czyli Nowy Żmigród na ziemiach Polski. Według tego dokumentu, w 1331 roku gród ten nazywał się Żmigród. Lokowany był za panowania Kazimierza Wielkiego na szlaku z Sandomierza przez Karpaty na Węgry, na
prawie magdeburskim z polską nazwą „Żmigród”. Był to stary gród przygraniczny, przy którym pobierano cło. Ludność, która zasiedlała te tereny była przeważnie polska.
Wzmianki te o Żmigrodzie pochodzą z 1331 roku, kiedy to Jan XXII ze względu na dużą tu ilość wiernych, daje zezwolenie dla polskiego prowincjała oo. Dominikanów na założenie klasztoru w Nowym Żmigrodzie. Przyczynę powstania klasztoru, papież podał w dokumencie erekcyjnym wydanym w Awinionie, w którym proszono go „aby pozwolił w twierdzy Żmigrodzie, na krańcach diecezji krakowskiej, ku granicom schizmatyckich Rusinów, którzy mieszkają tuż bezpośrednio poza diecezją krakowską, założyć klasztor oo. dominikanów, dla wielkiej ilości wiernych tam mieszkających, z powodu sąsiedztwa ze schizmatykami, ze względu na ich zbawienie, celem pouczenia ich o wierze katolickiej”.
W 1332 r. Władysław Łokietek na zjeździe w Wiślicy wydaje przywilej dla Nowego Żmigrodu, aby kupcy nie omijali tego grodu. Kazimierz Wielki nadał takie prawo dla Nowego Żmigrodu w 1345 r.
Przed rokiem 1340 granica państwowa między państwem piastowskim Kazimierza Wielkiego, a księstwem halickim przebiegała przez krótki czas na rzece Wisłok.
Według aktu wydanego w 1345 r. dla Sącza trakt handlowy na Ruś prowadził z Sącza przez Biecz i Żmigród do Sanoka.
Dokument z 1345 r. podaje, że wsie Głojsce, Kopytowa, Łubno leżały na terytorium Żmigrodu.
W XIV w. ród Wojszyków zaczął rozwijać w okolicy swoje posiadłości (latyfundium), które przeszły w ręce Stadnickich herbu Szreniawa.
Jan Długosz w XV w. podaje, że Nowy Żmigród posiadał już kościół parafialny.
Dziedzicami miasta w XV w. byli Jan herbu Drużyna oraz Jan i Czesław z Wojczy h. Powała, a także według Długosza Jan i Jakub Sieniawa z Sieniawy. Ze Złotej Księgi wynika, że w Nowym Żmigrodzie 1438 r. istniał zamek, który wraz ze Żmigrodem otrzymał Przybysław. Po jego zgonie majątek przeszedł na siostrę Katarzynę, która wyszła za mąż za Mikołaja Stadnickiego ze Stadnik, a potem w 1436? r. za Krzesława Wojczyka, którego synowie współdziedziczyli ze Stadnickimi te dobra. W 1467 r. Jan Kobyleński został pozwany przez Mikołaja i Katarzynę Stadnickich oraz Jana i Krzesława Wojszyków, rodzeństwo przyrodnie niepodzielone, dziedziców Żmigrodu o to, że nie chce z nimi dokonać rozgraniczenia i usypania kopców między ich posiadłościami: Siedliskami, Lisią Górą (dziś Łysa Góra), a należącymi do niego: Makowiskami, Leszczyną, Draganową i Głoścami (dziś Głojsce).
W 1474 roku, w czasie walk o koronę węgierską, Żmigród i pobliskie wsie padły ofiarą najazdu węgierskiego. Maciej, król węgierski, nieprzyjazny Polsce dla tego, że mu królewicz polski o mało tronu nie zabrał (...) puścił na Podgórze polskie 6 tysięcy wojska (...). A tak Węgrowie hurmem wysypawszy się, ogniem i żelazem majętności niszczyli. Żmigród, miasteczko, w nocy drabiny przystawiwszy, ubiegli; zamek zaś strzelbą potłukszy, przez poddanie wzięli i nowemi przybłankami ku temu wałami obmocnili – notował Walery Eljasz (za „Kronikami” Marcina Kromera) w wydanych w 1874 r. „Szkicach z podróży w Tatry”. Oddziały zaciężne pod wodzą Tomasza Tharczaya, utworzywszy sobie na dwa lata (do 1476 r.) bazę w zdobytym Nowym Żmigrodzie, plądrowały Podkarpacie, paląc m.in. krośnieńskie przedmieścia. Z czasem między królem Kazimierzem Jagiellończykiem a Maciejem Korwinem doszło do normalizacji warunków współżycia na pograniczu. Pertraktacje polsko-węgierskie doprowadziły do pokoju, który został zawarty 21 lutego 1475 r. Na podstawie układów wydano sobie jeńców, zwrócono zamki, np. w Nowym Żmigrodzie, wynagrodzono szkody i zawarto trzyletni rozejm.
W 1522 r. wybuchł olbrzymi pożar Żmigrodu, więc Zygmunt I Stary na prośbę dziedziców Andrzeja Stadnickiego i Czesława Wojszyka zwolnił miasto od podatków na 12 lat. W 1545 r. nadano dla miasta prawo na jarmarki i połączył beneficium Nowego ze Starym Żmigrodem. Andrzej Stadnicki, syn Mikołaja, podkomorzy przemyski i kasztelan sanocki, posiadał okoliczne wioski oraz Krempną. Potem dziedziczył je jego syn Mikołaj. W 1577 roku, jak podają lustratorzy, miasto spłonęło powtórnie.
Znaczne nasilenie osadnictwa wołoskiego nastąpiło w XVI wieku., co spowodowało ponowne lokacje na prawie wołoskim, wsi wcześniej lokowanych na prawie niemieckim. Wzajemne przenikanie różnych narodowości, kultur, religii i gospodarki przyczyniło się do powstania odrębnej grupy etnicznej Łemków wyznania greckokatolickiego. W późniejszym okresie część Łemków przeszła na prawosławie, stąd widoczne w krajobrazie beskidzkim cerkwie, oprócz greckokatolickich także prawosławne.
W 1603 roku Andrzej Stadnicki odnowił klasztor dominikański.
XVI–XVIII wiek w. był okresem rozkwitu gospodarczego Nowego Żmigrodu. Rozkwit ten i bogactwo przyciągały na tereny Nowego Żmigrodu oprócz kupców także bandy węgierskich rabusiów zwanych „tołhajami”. Napadali oni na handlarzy przemierzających trakt winny z Węgier do Polski.
Prawa miejskie nadane zostały w 1625 roku. Kościół parafialny w Nowym Żmigrodzie p. w. św. Piotra i Pawła, wybudowany pierwotnie w XVI wieku, był kilkakrotnie odbudowywany, m.in. w roku 1643.
Potop szwedzki zakończył okres dobrobytu. Jan Kazimierz Waza, w pierwszych dniach stycznia 1656, odwiedził miasto, idąc trasą z Biecza do Dukli i Krosna. W 1657 doszło do najazdu na Nowy Żmigród współpracującego ze Szwedami księcia Siedmiogrodu Jerzego II Rakoczego.
W 1694 r. wybuchł w Żmigrodzie olbrzymi pożar.
W styczniu 1770 r. w ramach konfederacji barskiej działały tu oddziały Skotnickiego i Karola Radziwiłła (dziedzica Żmigrodu), w których byli nie tylko Polacy, ale i Łemkowie. 21 lipca 1770 r. na przełęczy Majdan koło Bartnego i pod Żmigrodem doszło do starć Konfederatów z wojskami rosyjskimi. W Nowym Żmigrodzie na cmentarzu postawiono im pamiątkowy pomnik, a w południowej części regionu znajdują się groby konfederatów i upamiętniające je wzgórze Trzech Krzyży.
W 1775 r. licznie zgromadzona tu szlachta witała wracającego z zagranicy Karola Radziwiłła: Tu JO xiąże Karol Radziwiłł, wojewoda wileński, ordynat nieświeski, ołycki, kawaler orderu ś. Andrzeja, ś. Aleksandra, orła białego i ś. Huberta; po zspokojonej burzy z konfederatami polskiemi z zagranicy powracając, pierwszy krok wstrzymał w dobrach własnych, gdzie od niezliczonych prawie xiążąt, panów orderowych, senatorów, urzędników obywatelów z całej Polski i Litwy był witany (...).
Po Stadnickich dziedziczyli te dobra Wiśniowieccy i w końcu XVIII w. Radziwiłłowie, w XIX w. Bobowscy i Józef Zubrzycki.
Wydana po raz pierwszy w 1786 r. popularna „Geografia (...) królestw Galicyi i Lodomeryi” autorstwa hrabiego Ewarysta Andrzeja Kuropatnickiego w haśle „Żmigród” podawała, iż to miasto Obfite w ślusarzów, tkaczów a najwięcej żydów. W czasie zaborów zaborcy zlikwidowali klasztor dominikanów w Żmigrodzie oraz zastosowali represje względem księży za cesarza Józefa II (tzw. reformy józefińskie).
W 1843 r. pożar ponownie zniszczył część Żmigrodu, w tym i kościół.
W czerwcu 1849 r. w mieście nocował car Mikołaj I, który przybył tu wizytować 90-tysięczny korpus wojsk rosyjskich pod dowództwem feldmarszałka Iwana Paskiewicza, mający ruszyć na Węgry w celu stłumienia tamtejszego powstania. Po przeglądzie wojsk pod Duklą 19 czerwca i odprowadzeniu ich nad granicę węgierską w Barwinku car wrócił do Żmigrodu i udał się stąd do Krakowa.
Jesienią 1863 r. część mieszkańców Żmigrodu i okolic, m.in. Michał Siwiński wraz z kolegami Arteckim i Kollerem oraz Adolf Kłapkowski (1846–1932, zesłany na Sybir), wstąpili do oddziału powstańczego, liczącego ok. 1000 osób (głównie złożonego z byłych żołnierzy austriackich), z komendantem Chruściakiewiczem. Dowodzić nimi miał Zygmunt Jordan. Ochotnicy walczyli w powstaniu styczniowym, a potem dostali się do niewoli rosyjskiej. Na cmentarzu w Nowym Żmigrodzie pochowany jest pochodzący z Harklowej powstaniec i długoletni zesłaniec – katorżnik Jan Siwiński oraz m.in. Adolf Kłapkowski.
W 1878 r. – odbyło się wydzielenie ze starostwa krośnieńskiego Sądu Powiatowego w Żmigrodzie i przydzielenie go do starostwa jasielskiego.

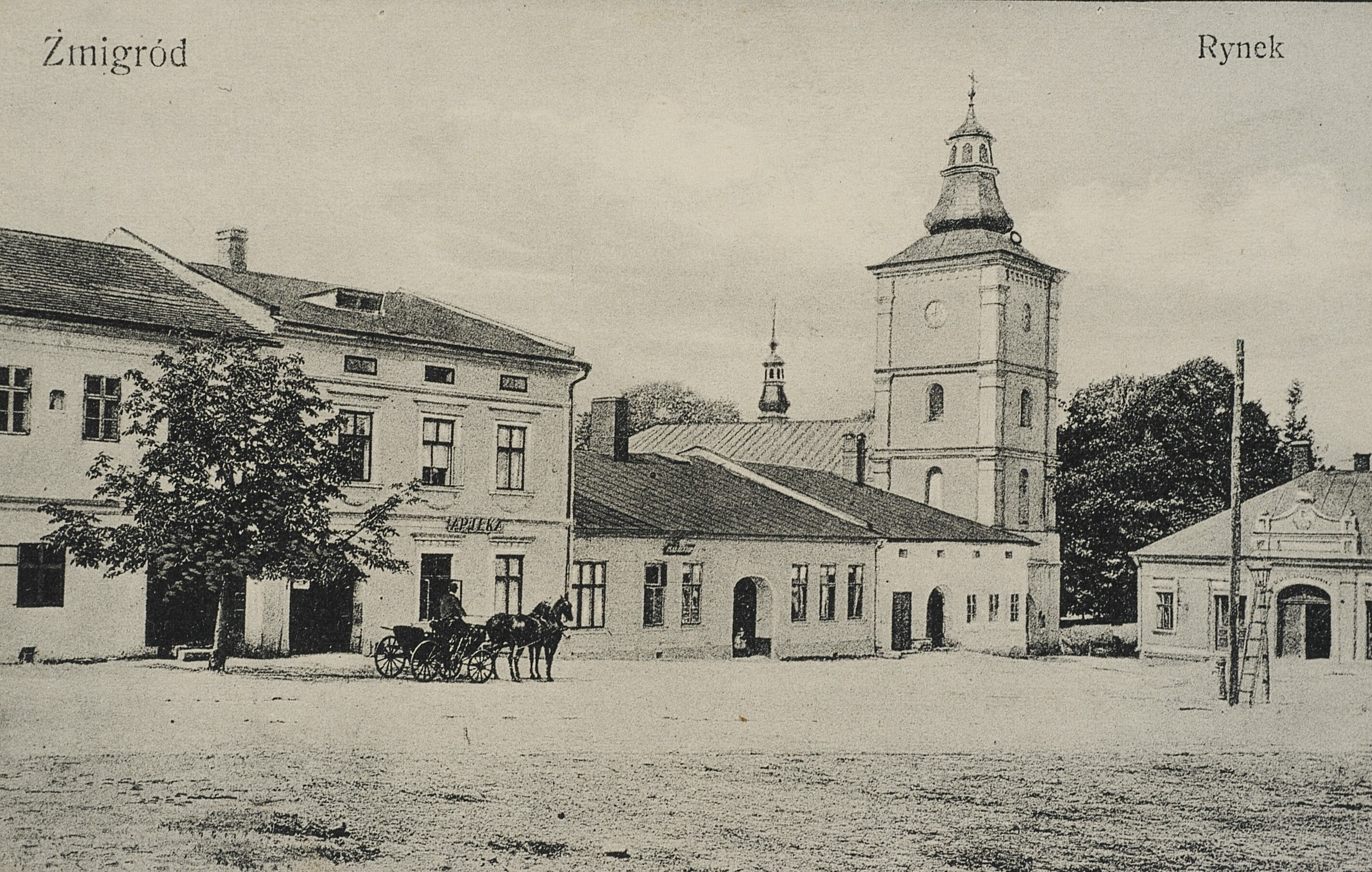
Rynek, przed 1910

Na przełomie XIX i XX w. nawiedziła miasto epidemia tyfusu. Jeden z Potulickich, właścicieli miasta, był lekarzem i stwierdził, że przyczyną rozszerzania się epidemii była głównie zanieczyszczona woda. W wyniku tego już w 1904 r. miasto otrzymało wodociąg.
W czasie I wojny światowej toczyły się tu walki. Cmentarz z I wojny światowej znajduje się w centrum cmentarza komunalnego – Cmentarz wojenny nr 8 – Nowy Żmigród.
Ostatnimi właścicielami Żmigrodu byli hrabiowie Potuliccy. W ich dworze po II wojnie światowej mieściła się przez pewien czas szkoła rolnicza. Później dwór – nieużytkowany – popadł w ruinę i został rozebrany. Pozostał po nim park w rejonie skrzyżowania z drogą do Gorlic.

### II wojna światowa w Nowym Żmigrodzie

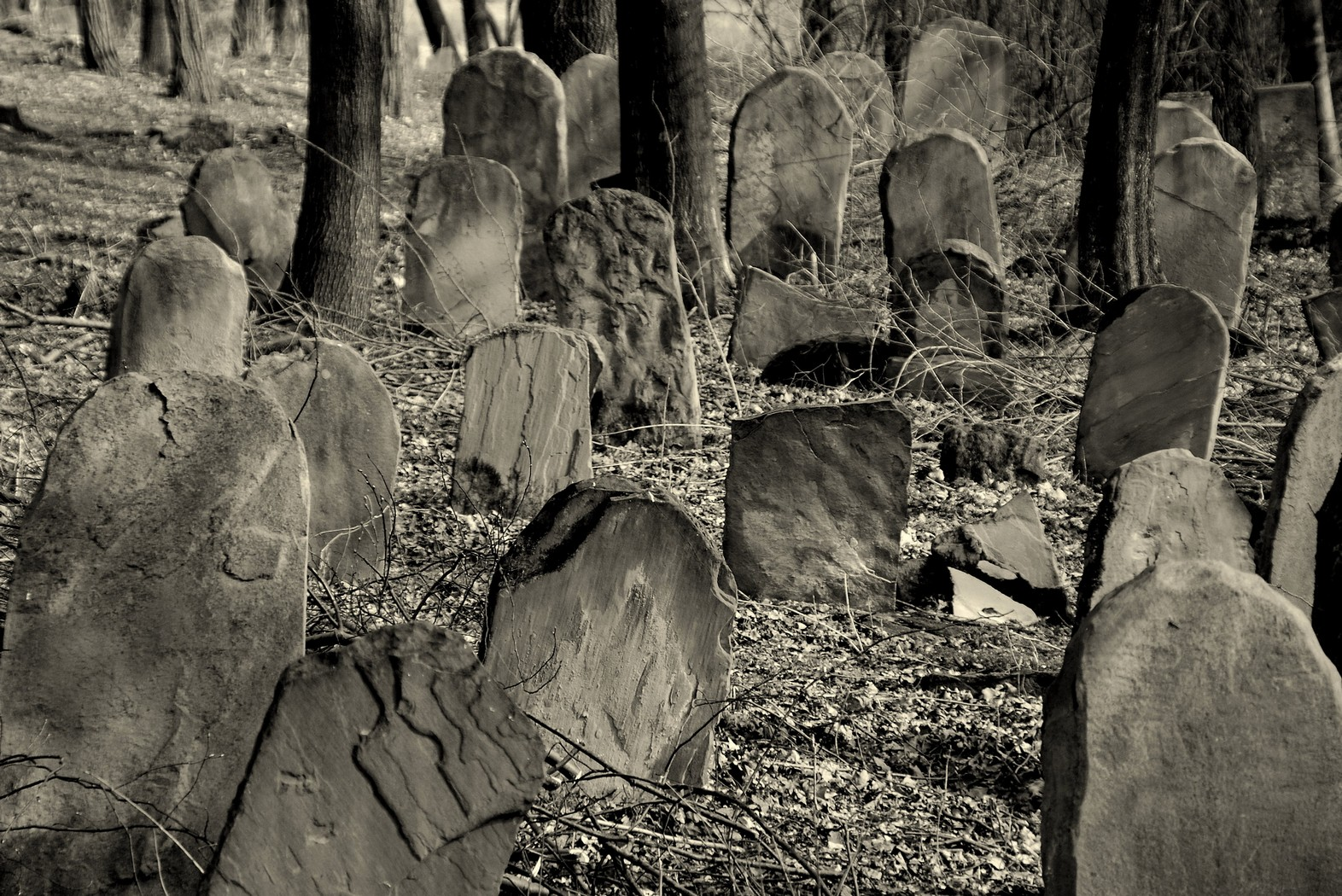
Kirkut w Nowym Żmigrodzie

W czasie II wojny światowej i walk wrześniowych w 1939 r. 2. batalion KOP z 2. Brygady Górskiej majora Jerzego Dembowskiego, wycofywał się wzdłuż szosy Gorlice-Nowy Żmigród. Posiadał nieuzbrojoną kompanię roboczą i ewakuowanych cywilów, dlatego poniósł duże straty. Wielu żołnierzy dostało się do niewoli, a reszta, po wielogodzinnej walce, odchodząc w kierunku północno-wschodnim, przybyła pod Jasło o świcie 8 września 1939 r. Działała tu Placówka AK Żmigród „Zimorodek” z dowódcą sierżantem Józefem Przybyłowskim „Zdzisławem”.
25 kwietnia 1943 r. gestapowiec Wilhelm Schuhmacher na cmentarz do Nowego Żmigrodu sprowadził 16 kalekich Łemków, Romów, Żydów i ich rozstrzelał. Na wiosnę 1943 r. Eugeniusz Morawski „Jur” z Walaszkiem „Szczygłem” opracował szczegółowy plan likwidacji obsady posterunków w Nowym Żmigrodzie. Patrole AK Antoniego Zawadzkiego „Teresy” urządzały różne akcje, m.in. zlikwidowały ukraińskiego komendanta posterunku w Krempnej. 20 kwietnia 1943 r. wykonano wyrok na niebezpiecznym konfidencie gestapo, winnym śmierci kilku Polaków w Nowym Żmigrodzie.
20 maja 1943 r. patrol dyw. Franciszka Płonki „Kubackiego” powstrzymał przed nieograniczonym rekwirowaniem bydła, napadając na samochód starosty krośnieńskiego F. Heinischa i kierownika krośnieńskiej rzeźni, jadących na spęd bydła kontyngentowego. Zabrano im samochód i broń. W ramach Akcji „Burza” patrol por. Edwarda Krajewskiego w nocy z 10 na 11 sierpnia 1944 r. zniszczył most drogowy nad Iwielką w Tokach i czołg.
17 sierpnia 1944 r. zaatakowano Niemców, którzy zginęli. Wieźli na furmance sprzęt i broń.
W Hałbowie, przy drodze do Krempnej, na południe od Nowego Żmigrodu, w pobliżu przystanku PKS Hałbów i przełęczy, w lesie znajduje się cmentarz z mogiłami. W lipcu 1942 r. hitlerowscy oprawcy zamordowali ok. 1260 Polaków, głównie żydowskiego pochodzenia, z Nowego Żmigrodu i przywiezionych z Łodzi. Niemcy część Żydów z Nowego Żmigrodu wymordowali na miejscowym kirkucie, a pozostałych ok. 500 wywieźli do obozu pracy w Płaszowie, i do obozu zagłady w Bełżcu. Trzy dni później na polanie w Przeczycy, Niemcy rozstrzelali większość Żydów z getta w Jodłowej.
W 1944 r. patrol Suskiego zaatakował pod górą Hałbów Niemców zdobywając broń.
Michał Sałustowicz, starosta jasielski, w sprawozdaniu z dnia 15 września 1945 r. napisał:

Łysa Góra, Makowiska, Nienaszów i Nowy Żmigród zniszczone w prawie 100%, a na polach leży około 10 000 trupów żołnierzy i osób cywilnych zabitych w czasie o przełamanie frontu, a pola zaminowane". Kościół, który był bogato wyposażony w dzieła sztuki, został zniszczony w czasie ostatniej wojny, a najcenniejsze przedmioty wywieźli hitlerowcy. Zniszczeniu uległ również piękny Rynek z drewnianymi domami z podcieniami.

Po roku 1944 rozpoczęły się represje na AK-owcach, których osadzano w więzieniach i w obozach, lub wywożono na Syberię.
Tutaj działali rabini z dynastii sądecko-żmigrodzkiej:
- Rabin Synai Halberstam (1870–1941), zmarł w okolicach Omska,
- Aryeh Leibish Halberstam „drugi rabin żmigrodzki” zmarł w 2007 r.,
- „trzeci” działa w Antwerpii.

## Archeologia
W czerwcu 2016 w pobliżu Nowego Żmigrodu odnaleziono przypadkowo cztery miecze z brązu typu liptowskiego datowane wstępnie na lata pomiędzy 1200 a 1050 p.n.e. Miecze zakończone są tarczkami z guzkiem. Na rękojeści widoczne są charakterystyczne trzy taśmowate zgrubienia i wykonany w kształcie dzwonu jelec.

## Ludzie związani z Nowym Żmigrodem
- Bálint Balassi (ur. 1554–1594) – węgierski poeta epoki odrodzenia. Podczas swojego pierwszego pobytu w Polsce (1570–1572) mieszkał w Nowym Żmigrodzie[14].
- Wojciech Bogoria ze Żmigrodu (1274–1316) – szlachcic z rycerskiego rodu Bogoriów, był synem Piotra z Bogorii i Skotnik, wojewoda sandomierski (1306–1316).
- Walenty Chłędowski (1797–1846) – polski literat, tłumacz, krytyk literacki, pisarz, zaangażowany w pomoc pogorzelcom Żmigrodu po pożarze w 1843[15].
- Synaj Halberstam (1870-1941) – chasyd, ostatni rabin Nowego Żmigrodu.
- Stefan Fiałkiewicz (1916–1942) – uczestnik polskiego ruchu oporu podczas II wojny światowej, więzień obozu koncentracyjnego w Oświęcimiu, rozstrzelany przez hitlerowców.
- Władysław Findysz (1907–1964), polski duchowny katolicki, męczennik za wiarę. 19 czerwca 2005 roku beatyfikowany.
- Roman Gabryszewski (1832 lub 1833 – 1897) – c. k. radca Namiestnictwa, starosta Krosna i Jasła, honorowy obywatel miasta Żmigrodu.
- Jan Karnkowski (1472–1537) – biskup przemyski i kujawski, sekretarz króla Zygmunta I Starego.
- Maria Kołsut (1896–1981) – członkini organizacji Eleusis, nauczycielka, patronka Publicznej Szkoły Podstawowej w Grabówce.
- Adam Kopyciński (1849–1914) – ksiądz katolicki, profesor, wykładowca w Seminarium Duchownym w Tarnowie, teolog, homileta, wielokrotny poseł, honorowy obywatel miasta Żmigrodu.
- Władysław Kopyciński (1893–1920) – członek Eleusis, skaut, żołnierz Legionów Polskich, autor dziennika/pamiętnika „Czyny i marzenia. Pamiętnik Legionisty”.
- Władysław Leon Mech (1894–1973) – lekarz, prezes Związku Ludowo-Narodowego na Podhalu, więzień Berezy Kartuskiej.
- Edward Nowak (1940) – polski biskup rzymskokatolicki, doktor nauk teologicznych, urzędnik Kurii Rzymskiej, arcybiskup ad personam, sekretarz Kongregacji Spraw Kanonizacyjnych w latach 1990–2007.
- Julian Jan Radoniewicz (1895–1940) – kapitan piechoty Wojska Polskiego i nadkomisarz Policji Państwowej, ofiara zbrodni katyńskiej.
- Karol Stanisław Radziwiłł „Panie Kochanku” h. Trąby (1734–1790) – wojewoda wileński, starosta lwowski, miecznik wielki litewski, podczaszy litewskim, ordynat nieświeski, właściciel Żmigrodu (przebywał tu w 1777).
- Jan Siwiński (1845–1924) – powstaniec styczniowy, zesłaniec, katorżnik, autor książki „Katorżnik, czyli pamiętnik Sybiraka” (Kraków, 1905 r.).
- Andrzej Stadnicki h. Drużyna, syn Mikołaja (?–1551) – podkomorzy przemyski, kasztelan sanocki, które potem objął jego syn Mikołaj.
- Antoni Stadnicki (1771–1836) – ziemianin, bibliofil, historyk.
- Franciszek Stadnicki (1742–1810) – polski kawaler Orderów Orła Białego i św. Stanisława, konfederat barski; starosta ostrzeszowski.
- Mikołaj Stadnicki ze Żmigrodu h. Drużyna (ok. 1446–1490) – kasztelan przemyski, wojewoda bełski.
- Stanisław Diabeł Stadnicki herbu Szreniawa (ok. 1551–1610) – starosta zygwulski, przeciwnik Jana Zamoyskiego, w latach 1606–1607 jeden z przywódców rokoszu Zebrzydowskiego.

## Kluby sportowe
- Klub Sportowy „Wisłoka” Nowy Żmigród – klub piłkarski założony w 1950 roku. W sezonie 2014/2015 drużyna gra w klasie A grupa KrosnoII[16]
- Gminny Ludowy Klub Sportowy „Beskid” Nowy Żmigród – sekcja tenisa stołowego działająca od 1997 roku

## Atrakcje turystyczne
- cmentarz parafialny
- cmentarz wojenny nr 8 – Nowy Żmigród
- cmentarz żydowski
- kapliczki z XVIII i XIX w.
- kaplica cmentarna pw. św. Trójcy
- Kościół parafialny pw. św. św. Piotra i Pawła – Sanktuarium bł. ks. Władysława Findysza
- Ośrodek Dokumentacji i Historii Ziemi Żmigrodzkiej
- rynek i kamieniczki z XVIII i XIX w.

### Synagogi
- Synagoga Alte Szil w Nowym Żmigrodzie

### Szlaki piesze
- Folusz – Mrukowa – Nowy Żmigród – Grzywacka Góra (567 m n.p.m.) – Kąty

## Nowy Żmigród w literaturze
Miejscowość Nowy Żmigród jako miejsce akcji pojawia się m.in. w noweli pt. "Przyjaciel Icek" Kazimierza Chłędowskiego (1843–1920), opowiadaniu pt. „Czaradá. Opowiadanie malarza” Wincentego Łosia (1857–1918) i "Opowieści sylwestrowej" Andrzeja Stasiuka.

## Nowy Żmigród w malarstwie
Nowy Żmigród został utrwalony na obrazie Stanisława Dębickiego "Krajobraz ze Żmigrodu" oraz Stanisława Czajkowskiego "Jesień w Żmigrodzie".